# I. gimnazija u Osijeku
I. gimnazija u Osijeku je opća gimnazija koja se nalazi u središtu grada Osijeka, u Županijskoj ulici br. 4. Jedina je osječka gimnazija koja je smještena izvan povjesne gradske jezgre, Tvrđe te jedina osječka gimnazija koja ima posebne razredne odjele za nadarene športaše. Gimnazija je od 1998. partnerska škola Konferencije ministara kulture Savezne Republike Njemačke, u sklopu čega se provodi dodatna nastava, koju na njemačkom jeziku drže izvorni govornici, čime je učenicima omogućeno besplatno polaganje Njemačke jezične diplome.
I. gimnazija također sudjeluje i u brojnim drugim međunarodnim projektima, uključujući i velike projekte kao što su Comenius, Ersasmus+ te iSe.Škola je 2015. godine bila domaćin prestižnog susreta Comenius multilateralnog školskog partnerstva Training for life: Leadership initiative for Europe, ugostivši profesore i ravnatelje iz deset europskih zemalja.

### Povijest i razvoj škole
I. gimnazija samostalno djeluje od 1. rujna 1992. kada je odlukom Skupštine Općine Osijek izvršena reorganizacija Centra za usmjereno obrazovanje (CUO) "Braća Ribar". Škola je izmještena iz okvira nekadašnjega CUO-a u zgradu nekadašnje Upravne škole u središtu Gornjega grada u Županijskoj ulici broj 4. Od školske 1991/92. godine do 1999/2000. u školi se provodio program opće gimnazije za učenike Glazbene škole Franje Kuhaca u Osijeku. U ratnom razdoblju prve polovice 1990.-ih, I. gimnazija je bila privremeno utočište za učenike-prognanike iz Baranje te prognanike iz Bosne koji su se također obrazovali po nastavnom planu i programu opće gimnazije.
Od školske 1999/00. godine u školi se u jednom razrednom odjelu realizira program opće gimnazije za učenike sportaše.
Budućnost je Gimnazije primarno orijentirana ka europskim i međunarodnim projektima kojima se nastoji povećati integriranost i multilateralna suradnja učenika iz različitih škola i zemalja. Održavanje viosokoga standarda, poboljšanje postojećih uvjeta te nastavak opremanja specijaliziranih učionica i kabineta. U planu je izgradnja učeničkoga doma i športsko-rekreativnih objekata u sklopu škole.

### Nastava i učenici
Nastava se u I. gimnaziji odvija po programu opće gimnazije, koji daje podjednaku razinu znanja iz jezika, prirodne i društvene skupine predmeta i dostatno znanje iz informatike, koja se u ovoj školi uči u kontinuitetu od prvoga do četvrtoga razreda.Velik broj naprednih učenika uključuje se u rad skupina iz stranih jezika (engleski, njemački), prirodne i društvene skupine predmeta (informatika, matematika, biologija, zemljopis) te športskim manifestacijama. Neka od aktivnih učeničkih udruženja su Novinarska skupina (školski časopis Štreber), Planinarska skupina Dumina, brojne športske momčadi te razna udruženja nadarenih učenika i učenika volontera.
Učenici su pojedine generacije obično raspoređeni u 6 ili 7 razrednih odjela (od a do e ili f, te š razred za nadarene športaše).

### Uprava i školske službe
- Ravnatelj: Dražen Đapić, prof.
- Voditelj: Gordana Dragušica, prof.
- Tajnica: Gordana Kuleš, dipl.iur.
- Ispitni koordinator za Državnu maturu: Katica Zovkić, prof.
- Pedagog: Vlasta Knežević, prof.
- Psiholog: Dinko Pleša, prof.